# Shin Sang-ok
Shin Sang-ok (tiếng Hàn Quốc: 신상옥, chữ Hán: 申相玉; 11 tháng 10 năm 1926 - 11 tháng 4 năm 2006) là một nhà chế tác điện ảnh Hàn Quốc.

## Lịch sử
Thân Tương Ngọc sinh ngày 11 tháng 10 năm 1926 tại Thanh Tân thị, thủ phủ Hàm Kinh đạo trực thuộc Nhật Bản đế quốc với các nguyên danh Thân Thái Thụy (신태서, 申泰瑞) và Thân Thái Ích (신태익, 申泰益), tự Tương Ngọc (상옥, 相玉).
Ông có thời gian 3 năm lưu học trường Nghệ Đại (Đông Kinh) trước khi hồi hương. Tuy nhiên, phải sau khi ách đô hộ Nhật Bản được cởi thì sự nghiệp Thân thị mới tiến triển Shin featured the Western princess, female sex workers for American soldiers, in The Evil Night (1952) and A Flower in Hell (1958)..

## Tác phẩm
- A Flower in Hell (1958)
- To the Last Day (1960)
- Prince Yeonsan (1961)
- Seong Chun-hyang (1961)
- The Houseguest and My Mother (1961)
- The Memorial Gate for Virtuous Women (1962)
- Rice (1963)
- Red Scarf (1964)
- Deaf Sam-yong (1964)
- Phantom Queen (1967)
- Prince Daewon (1968)
- Ghosts of Chosun (1970)
- A Woman with Half Soul (1973)
- The Three-Day Reign (1973)
- At 13 Years Old (1974)[5][circular reference]
- An Emissary of No Return (1984)[6]
- Runaway (1984)[7]
- Love, Love, My Love (1985)[8]
- Salt (1985)[9]
- The Tale of Shim Chong (1985)[10]
- Pulgasari (1985)[11]
- Breakwater (1985)[12]
- Mayumi (1990)[13]
- Vanished (1994)
- 3 Ninjas Knuckle Up (1995)